# Могильницький Іван Іванович
 Іва́н Іва́нович Могильни́цький (*1894, Сороки, Коломийський повіт, Королівство Галичини та Володимирії — †1983, Коломия, Українська РСР) — український адвокат, громадсько-політичний діяч, член УСРП, в'язень сталінських таборів.

## Життєпис
Народився у селі Сороки Коломийського повіту в сім’ї греко-католицького священника Івана Могильницького. Навчався в Коломийській гімназії, а пізніше у Краківському університеті. 
Адвокатську діяльність розпочав 1923 року в Городенці. Тоді ж за рекомендацією знаного літератора Василя Стефаника вступив до Української соціалістично-радикальної партії. 
Згодом осів у Коломиї. Протягом 1926-1927 років був видавцем місцевої газети «Покутське слово». Як член повітових управ товариств «Просвіта» та «Рідна Школа», сприяв створенню по селах повіту хат-читалень, народних шкіл, кооператив, осередків Союзу української поступової молоді ім. М. Драгоманова «Каменярі». Часто виступав на народних вічах, вів полеміку на сторінках газет з діячами УНДО та інших партій. Як адвокат неодноразово брав участь у політичних судових процесах, захищаючи членів КПЗУ. 
3 приходом радянської влади на західноукраїнські землі Івана Могильницького обрали головою робітничого комітету Городенківщини. Однак попри свою лояльність до нової влади, 25 вересня 1939 року він був заарештований за звинуваченням в антирадянській пропаганді. 29 березня 1941 p. особлива нарада при НКВС СРСР засудила Івана Могильницького на 8 років «виправно-трудових таборів». Покарання відбував у Печорі (реабілітований 30 жовтня 1989 року). 
Після звільнення в 1946 році зі сталінських таборів повернувся до Коломиї, де й помер. Похований на міському цвинтарі Монастирок.